# Asceles cornucervi
Asceles cornucervi är en insektsart som beskrevs av Ludwig Redtenbacher 1908. Asceles cornucervi ingår i släktet Asceles och familjen Diapheromeridae. Inga underarter finns listade i Catalogue of Life.